# Diccionario de un solo campo

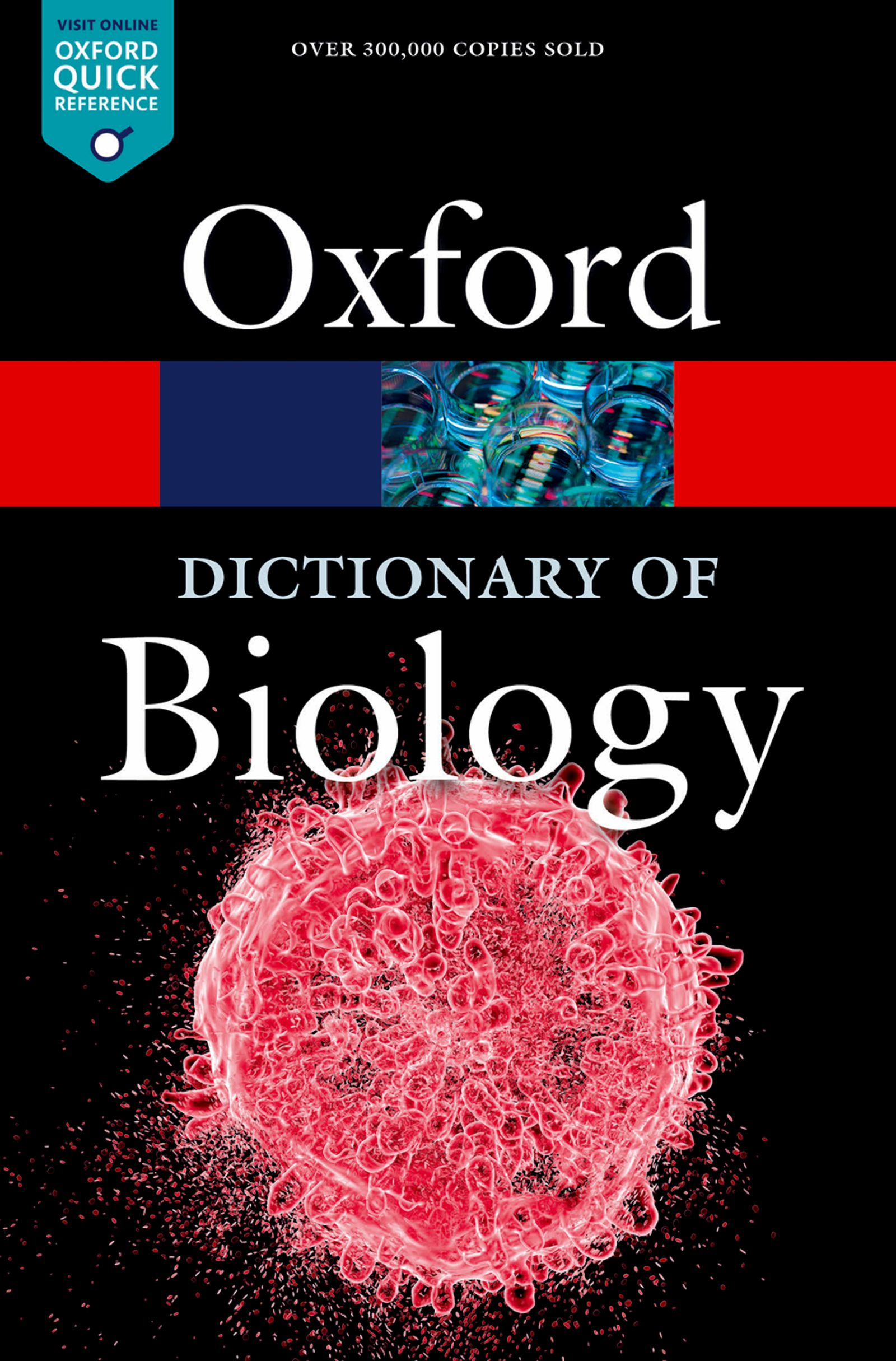
Portada del Oxford Dictionary of Biology, octava edición

Un diccionario de un solo campo es un diccionario especializado que ha sido diseñado y compilado para cubrir los términos de un campo temático en particular. Los diccionarios de un solo campo deben contrastarse con los diccionarios de campos múltiples y de subcampos.
La tipología que consta de estos tres diccionarios es importante por varias razones. En primer lugar, un diccionario de un solo campo es un ejemplo de un diccionario muy especializado en el sentido de que cubre un solo campo temático. Ejemplos de diccionarios de un solo campo son un diccionario de derecho, un diccionario de economía y un diccionario de soldadura.
La principal ventaja de los diccionarios de un solo campo es que pueden maximizar fácilmente los diccionarios, es decir, intentar cubrir tantos términos del campo temático como sea posible sin ser un diccionario en varios volúmenes. En consecuencia, los diccionarios de un solo campo son ideales para una amplia cobertura de los aspectos lingüísticos y extralingüísticos dentro de un campo temático en particular.
En segundo lugar, si los lexicógrafos pretenden hacer un diccionario bilingüe, maximizando un solo campo, no se encontrarán con los mismos problemas con el espacio disponible para presentar la gran cantidad de datos que deben incluirse en el diccionario, como en un diccionario multicampo.
En consecuencia, la mejor cobertura de los aspectos lingüísticos y extralingüísticos dentro del campo temático cubierto por un diccionario se encontrará en un diccionario de un solo campo. Sin embargo, es posible una cobertura aún más extensa en un diccionario de subcampo.

## Otras lecturas
- Sandro Nielsen: "Descripción contrastiva de diccionarios que cubren la comunicación LSP". En: Fachsprache/International Journal of LSP 3-4/1990, 129–136.

- Datos: Q7523718